# Funció constant

Gràfiques de funcions constants.

La funció constant o funció polinòmica de grau zero és la funció que no depèn de cap variable i la representem en la forma {\displaystyle f(x)=a} essent a la constant (∀ a ∈ ℝ). De fet, aquestes funcions no depenen d'una variable independent, ja que si feim {\displaystyle y=f(x)}, llavors {\displaystyle y=a}.
També podem definir la funció constant com aquella que no varia quan ho fa la variable independent. D'aquesta manera, en notació diferencial tenim {\displaystyle {\frac {dy}{dx}}=0}

La representació gràfica d'aquestes funcions en els eixos de coordenades (vegeu Sistema de coordenades cartesianes) és una recta paral·lela a l'eix d'abscisses (o eix horitzontal).

## La funció constant com un polinomi en x
Les funcions polinòmiques (vegeu polinomi) són el conjunt de funcions l'expressió general de les quals es correspon amb {\displaystyle f(x)=\sum _{i=0}^{n}a_{i}x^{i}.}.
Per a n = 0 tenim {\displaystyle f(x)=\sum _{i=0}^{0}a_{i}x^{i}.} expressió que es correspon amb la funció constant. Així doncs, podem considerar que {\displaystyle f(x)=a=ax^{0}} es correspon amb el terme independent d'un polinomi.